# Kálmán Tisza
Pour les articles homonymes, voir Tisza (homonymie).
Kálmán Tisza (Borosjenői és szegedi Tisza Kálmán en hongrois), né le 16 décembre 1830 à Geszt et mort le 23 mars 1902 à Budapest, est un homme d'État hongrois. Il fut Premier ministre de Hongrie du 20 octobre 1875 au 13 mars 1890.
La chute de son gouvernement fut en grande partie causée par les manifestations et accusations de l'opposition parlementaire, menée par Albert Apponyi, qui considérait que sa proposition de réforme de la Défense (véderő) réduisait l'influence hongroise dans l'armée commune austro-hongroise en enlevant au Parlement hongrois le droit de renégociation décennale du nombre d'appelés hongrois au service militaire, et constituait ainsi une perte de souveraineté hongroise contraire aux droits nationaux garantis par le Compromis austro-hongrois de 1867.